# Nouveau (software)

No meio: a pilha FOSS, composto de DRM & driver KMS, libDRM e Mesa 3D. Lado direito: Drivers proprietários: Kernel BLOB e componentes em espaco de usuário.

O nouveau é um driver de dispositivo gráfico livre e de código aberto para placas de vídeo da Nvidia e a família de SoCs Tegra, escrito por engenheiros de software independentes, com um pouco de ajuda de funcionários da Nvidia.
O objetivo do projeto é criar um driver de código aberto através da engenharia reversa dos drivers proprietários para Linux da Nvidia. Ele é gerenciado pela X.Org Foundation, hospedado pelo freedesktop.org, e é distribuído como parte do Mesa 3D. O projeto foi inicialmente baseado no driver gratuito e de código aberto somente 2D "nv", que o desenvolvedor da Red Hat Matthew Garrett e outros afirmam ter sido escrito com código fonte ofuscado. O nouveau é licenciado sob a licença MIT.
O nome do projeto vem da palavra francesa nouveau, que significa novo. Ele foi sugerido pelo autor original do recurso autosubstituir em francês do cliente de IRC, que sugeriu a palavra "nouveau" quando ele digitou "nv".

## Adoção

Ilustração da pilha gráfica do Linux: DRM, driver KMS & libDRM, Mesa 3D. Os servidores de exibição são um componente do sistema de janelas e não são necessários para jogar videogames.

O driver nouveau e sua contraparte 3D no Mesa foram usados como o driver padrão de código aberto para placas da Nvidia em muitas distribuições Linux, incluindo o Fedora 11, openSUSE 11.3, Ubuntu 10.04, e o Debian.
O Compiz recomenda usar o nouveau no lugar do driver proprietário da Nvidia.
Em junho de 2014, a Codethink reportou rodar o compositor Weston baseado no Wayland com o kernel Linux 3.15, fazendo uso do EGL e de uma "pilha de drivers gráficos 100% em código aberto" em um Tegra K1.
Em outubro de 2016, o NetBSD adicionou o suporte experimental ao nouveau no NetBSD 7.

### Benchmarks
Nos benchmarks de comparação, o nouveau geralmente oferece desempenho inferior aos drivers de dispositivos gráficos proprietários da Nvidia.
Mas, dia 03 de Abril de 2019 a NVIDIA lançou uma documentação no GitHub, disponibilizando informações com às suas tabelas de BIOS, bloco de controle dos dispositivos, inicialização dos dispositivos, segurança em torno da Falcon Engine, ajustes no clock das memórias, programa de shader headers, estados de energia, entre outros, o que já é um começo para o driver de código aberto melhorar o seu desempenho no futuro.